# Schienenverkehr in der Demokratischen Republik Kongo
Der Schienenverkehr in der Demokratischen Republik Kongo findet auf einer Reihe voneinander unabhängiger Eisenbahnnetze mit unterschiedlichen technischen Parametern, insbesondere unterschiedlichen Spurweiten statt. Sofern sie nicht in einen Bergbaubetrieb integriert sind, kommt ihnen heute nur noch geringe volkswirtschaftliche Bedeutung zu.

Das heutige Streckennetz

## Voraussetzungen

Schiffbare und nicht schiffbare Strecken im Flusssystem des Kongo

Hauptverkehrsader im Norden des Kongo ist der Fluss Kongo und seine Nebenflüsse. Dieses Flusssystem kann jedoch nicht durchgehend befahren werden, da es an einigen Stellen für Schiffe unpassierbar ist. Ein Grund, erste Eisenbahnen im Kongo zu errichten, war deshalb, solche Abschnitte zu umfahren. Der Süden der heutigen Demokratischen Republik Kongo dagegen wurde eisenbahnmäßig vom südlichen Afrika her erschlossen, so dass die dort entstehenden Eisenbahnen sich nach den dort eingeführten technischen Parametern richteten. Dazu zählte unter anderem die Übernahme der Kapspur.

## Geschichte

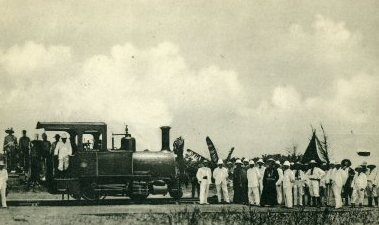
Erste Lokomotive der Matadi-Kinshasa-Bahn, 1898

Im Zeitalter des Eisenbahnbaus wurde der größte Teil des Gebietes der heutigen Demokratischen Republik Kongo durch den Kongo-Freistaat beherrscht, der durch die Kongokonferenz 1885 anerkannt wurde. Faktisch handelte es sich dabei um eine ökonomisch orientierte Gesellschaft unter dem Vorsitz König Leopold II. von Belgien mit dem Ziel, den Kongo wirtschaftlich auszubeuten. Dies war mittelfristig nur möglich, wenn dazu auch Eisenbahnen zur Verfügung standen. So wurde 1889 die Compagnie du Chemin de Fer du Congo als erste Eisenbahngesellschaft für den Kongo in Brüssel gegründet. Bis zum Ersten Weltkrieg entstanden eine Reihe von Gesellschaften, die die wirtschaftliche Ausbeutung des Kongo verfolgten, zum Teil auch durch den Bau von Eisenbahnen. Erst 1908 übernahm der belgische Staat das Gebiet und errichtete formal eine Kolonie, Belgisch-Kongo. Erst 1930 entstand eine eigene Eisenbahnbehörde für die Kolonie, das Office d’exploitation des Transports Coloniaux (OTRACO). Dieses übernahm im Laufe der folgenden Jahre den Eisenbahnbetrieb einer Reihe von privaten Gesellschaften. Nach der Unabhängigkeit des Landes 1960 blieb die Abkürzung bestehen, wurde nun aber als Office d’exploitation des Transports du Congo aufgelöst. Andere große verstaatlichte Eisenbahnunternehmen des Landes waren das Office Congolais des Chemins de fer du Grands Lacs (CFL), die Chemins de fer Kinshasa-Dilolo-Lubumbashi (KDL) und die Chemins de fer vicinaux du Zaire (CVZ) ab 1966. 1971 wurde aus der OTRACO das Office National des Transports (ONATRA). Schließlich wurden 1974 alle diese Bahngesellschaften zur Société Nationale des Chemins de fer du Zaire (SNCZ) vereinigt. Diese wurde 1991 in eine Holding für drei regional gegliederte Eisenbahngesellschaften (Süd, Ost und Uele), ab 1997: Société Nationale des Chemins de fer du Congo, umgewandelt.
Der Betrieb leidet heute unter dem extrem schlechten Zustand der Eisenbahninfrastruktur: Für die etwa 1500 km lange Strecke von Lubumbashi nach Kindu benötigt ein Zug etwa 2 Wochen.

## Nordwesten

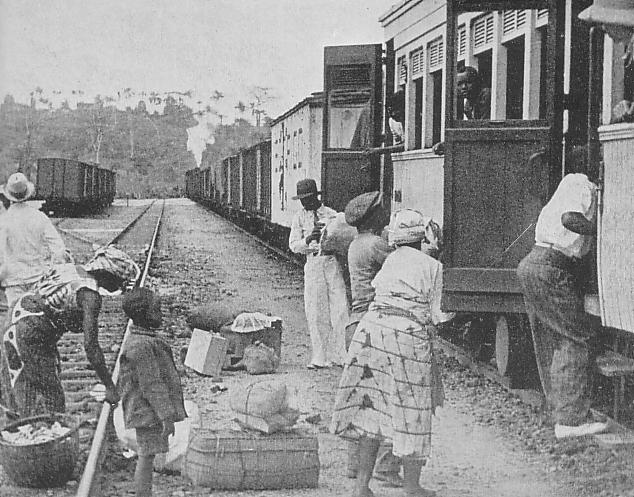
Zug der Matadi-Kinshasa-Bahn um 1930

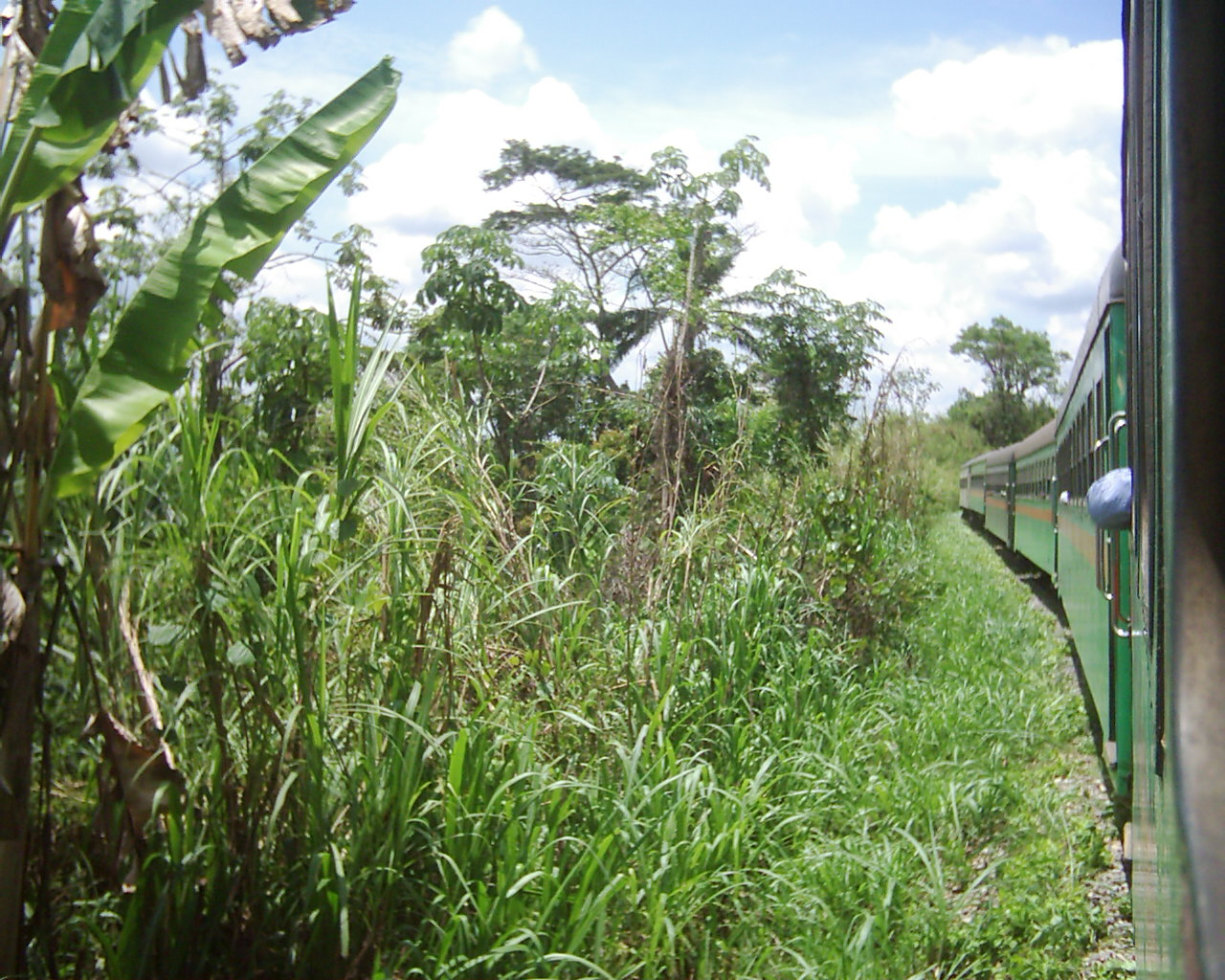
Auf der Matadi-Kinshasa-Bahn

Als erste Eisenbahn wurde die Bahnstrecke Matadi–Léopoldville 1892–1898 von Matadi aus errichtet und abschnittsweise eröffnet. Sie wurde in 765-mm-Spur ausgeführt und war 392 km lang. 1932 wurde sie durch eine teilweise neu trassierte Strecke in derselben Relation ersetzt, die 372 km lang, in Kapspur ausgeführt und seit 1925 von Kinshasa aus vorangetrieben worden war. Von 1899 bis 1901 wurde von der damaligen Hauptstadt des Kongo-Freistaats, Boma, eine Strecke nach Norden geführt, zunächst bis Lukula, 1925 verlängert nach Tshéla. Diese Strecke wurde abschnittsweise zwischen 1928 und 1938 auf 600 mm umgespurt. Der Betrieb wurde 1984 eingestellt.

## Nordosten
Ausgehend von dem am Itimbri, einem rechten Nebenfluss des Kongo, gelegenen Aketi entstand seit 1926 im Nordosten des Landes ein Streckennetz in der Spurweite 600 mm:
- 1926–1927 Bahnstrecke Aketi–Libongo, 121 km,
- 1931–1937 Bahnstrecke (Aketi–)Komba Jonction–Mungbere, 686 km
- 1974 Bahnstrecke Aketi–Bumba, 187 km

Die Strecken firmierten auch unter dem Namen Vicicongo.
Siehe auch: Uelle-Bahnen
Darüber hinaus wurde im Nordosten des Landes 1909 die 125 km lange Bahnstrecke Kisangani–Ubundu in Meterspur eröffnet, die parallel zum Kongo verläuft, um Stellen des Flusses zu umfahren, die für Schifffahrt unpassierbar waren.

## Südnetz

### Nord-Süd-Magistrale

#### Bestandteile

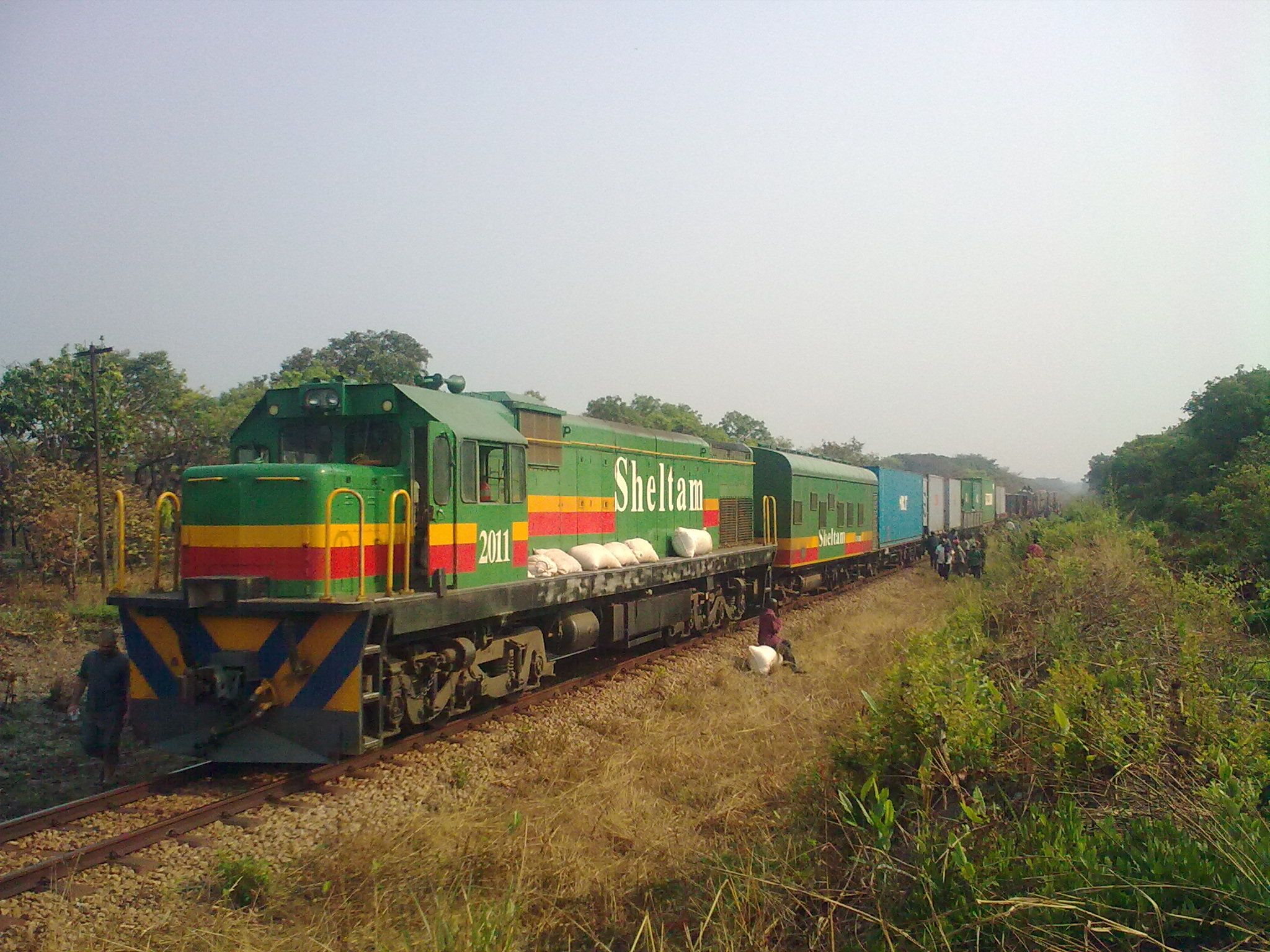
Güterzug bei Kamina

Die Nord-Süd-Magistrale, durch die Provinz Katanga (zwischenzeitlich auch: Shaba) entstand 1952 durch die Verbindung zweier getrennt betriebener Bahnprojekte: Zum einen der aus dem südlichen Afrika vorangetriebenen Eisenbahn von Sambia (damals: Rhodesien) nach Lubumbashi (damals: Elisabethville) und einer Eisenbahnstrecke zwischen Fungurume und Ilebo. Durch die heutige Kilometrierung teilt sich diese Magistrale in zwei Bahnstrecken: Die Bahnstrecke Lubumbashi–Ilebo (1578 km) und die Bahnstrecke Sakania–Lubumbashi (242 km).

#### Geschichte des Südabschnitts

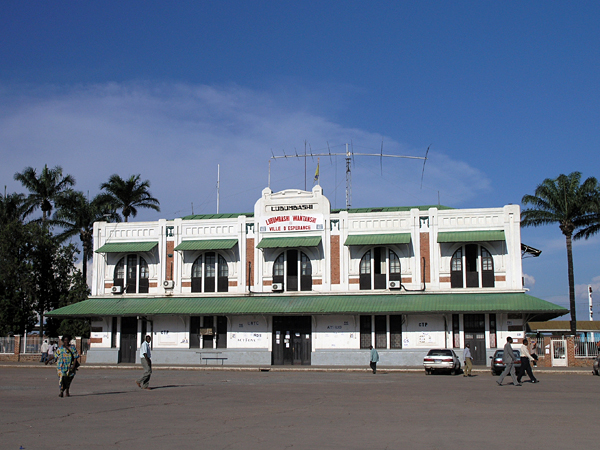
Bahnhof Lubumbashi

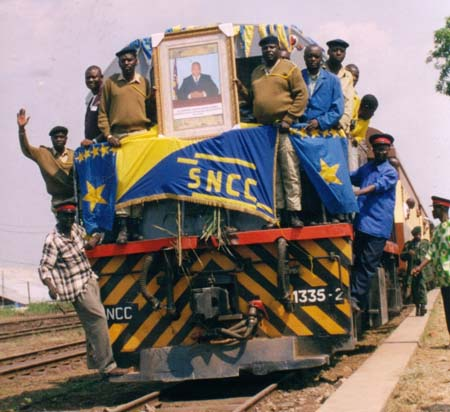
Wiedereröffnung der Strecke Lubumbashi–Kindu, 2004

1910 überschritt die Eisenbahn die südliche Grenze des Freistaats Kongo, als die Bahnstrecke Bahnstrecke Livingstone–Sakania (812 km) eröffnet wurde. Sie war in der im südlichen Afrika für Hauptstrecken üblichen Kapspur ausgeführt. Der Betriebswechsel und der Wechsel der Kilometrierung zwischen der Rhodesia & Katanga Junction Railway (RKJR) und der hier anschließenden Compagnie de Chemin de fer de Katanga (CFK) erfolgte in Sakania, 11 Kilometer im Landesinneren des Kongo. Diese Bahn wurde ab 1913/14 um 132 km von Lubumbashi / Elisabethville weiter nordwärts bis Likasi vorangetrieben, als der Weiterbau durch den Ausbruch des Ersten Weltkriegs stockte. Erst nach dem Zweiten Weltkrieg wurde hier der Bau dieser Süd-Nord-Magistrale fortgesetzt. Im Bürgerkrieg schwer beschädigt, wurde der Betrieb 1999 aufgegeben, 2005 aber wieder aufgenommen.
Parallel entstanden in Verbindung zur Hauptstrecke in erheblichem Umfang Verbindungsbahnen, vor allem im Bereich um Likasi, zu den zahlreichen Bergwerksbetrieben.

#### Geschichte des Nordabschnitts
Zwischen Fungurume (heute: km 208 von Lubumbashi / Elisabethville) und Bukama (heute: km 454 von Lubumbashi / Elisabethville) war zwischen 1913 und 1918 eine Strecke errichtet worden, die 1926 nach Norden bis Kamina (heute: km 600 km von Lubumbaschi / Elisabethville) und 1927/28 weiter nach Norden in Richtung Léopoldville / Kinshasa bis Ilebo (heute: km 1578 von Lubumbashi / Elisabethville) am Kasai, einem linken Nebenfluss des Kongo, verlängert wurde.

#### Lückenschluss
Erst 1952 erfolgte der Lückenschluss zwischen Fungurume und Likasi. Anschließend wurde die Strecke bis 1956 an einigen Stellen begradigt und mit Einphasen-Wechselstrom 50 Hz 25.000 V elektrifiziert. Heute sollen 858 km, nach anderen Angaben 679 km, unter Fahrleitung stehen.
Eine bereits 1927 gegründete Gesellschaft, die Sociète de Chemin de fer Léopoldville–Katanga–Dilolo, hatte das Ziel, das Eisenbahnnetz von Katanga mit Léopoldville, das seit 1926 Hauptstadt war, zu verbinden. Dieser Lückenschluss ist allerdings bis heute nicht gelungen.

### Anschlussstrecken
1931 wurde am Bahnhof Teneke die Verbindung zu der aus Angola kommenden Benguelabahn angeschlossen, einer Strecke mit einer Länge von 520 km auf dem Gebiet des Kongo und anschließend 1350 km auf angolanischem Gebiet bis zur Hafenstadt Lobito am Atlantik. Im Bereich von Kolwezi entstanden in erheblichem Umfang Verbindungsbahnen zu den zahlreichen Bergwerksbetrieben.
In den 1950er Jahren entstand vom Bahnhof Kamina aus eine 888 km lange Anschlussstrecke nach Kindu, von der in Zabalo eine 274 km lange Strecke nach Kalemie abzweigt. Sie wurde ab 1954 abschnittsweise in Betrieb genommen. Im Abschnitt Kongolo–Kalemie ersetzte sie eine meterspurige Bahn, die überwiegend bereits in den Jahren 1913–1915 errichtet worden war (der Abschnitt Kabalo–Kongolo wurde 1939 ergänzt) und nun umgespurt wurde.

## Weitere Eisenbahn-Inselbetriebe
Um 1926 wurde ein etwa 50 km langes elektrifiziertes Bahnnetz in 600-mm-Spur zwischen der Kilo-Goldmine und dem Hafen Kasenyi am Albertsee in Betrieb genommen. Hier gab es ausschließlich Güterverkehr. 1966 wurde die Bahn entschädigungslos durch den Staat enteignet. Wann der Betrieb eingestellt wurde, ist nicht bekannt.
Die Bahnstrecke Djokupunda–Makumbi wurde um 1929 in Betrieb genommen. Sie war 97 km lang und wurde in 600-mm-Spur errichtet. Sie verlief parallel zum Fluss Kasai. Wann der Betrieb eingestellt wurde, ist unbekannt.
Von Kalundu am Tanganjikasee wurde 1931 eine 94 km lange Strecke in Kapspur nach Kamanyola eröffnet, die 1958 bereits wieder stillgelegt wurde. Sie schloss an die Hafenbahn von Kalundu an, die seit 1929 in Betrieb war. Ziel der Strecke war Bukavu, das aber nie erreicht wurde.

## Sonstiger Schienenverkehr
Zahlreiche Bergwerksgesellschaften unterhielten eigene Werksbahnen. Eine Straßenbahn gab es am Ende des 19. Jahrhunderts in Boma. In Kinshasa besteht gegenwärtig eine Vorortbahn, die überwiegend die Strecken der Matadi-Kinshasa-Bahn nutzt.

## Schienenverkehr heute
Seit 2023 mit der Beschaffung 22 neuer Personenwaggons betreibt die staatliche Eisenbahngesellschaft Société Nationale des Chemins de fer du Congo (SNCC) wieder regelmäßigere Zugverbindungen, besonders im Süden des Landes. So wurde im Dezember 2023 die Zugverbindung Lumbumbashi-Kalemie wieder aufgenommen. Die Zugreise dauert vier Tage.